# Maxime Bennink
Maxime Bennink (Groenlo, 21 juni 1997) is een Nederlands voetbalster die sinds 2024 speelt voor Anderlecht in de Super League. Hiervoor kwam ze uit voor FC Twente, PEC Zwolle (twee periodes) en de Engelse clubs Reading en Brighton & Hove Albion. Vervolgens speelde ze drie seizoenen voor Feyenoord.

## Carrière
De voetbalcarrière van Bennink leidde haar van SV Grol naar FC Twente. Na 2 jaar in Onder 16 te hebben gespeeld is ze doorgestroomd naar de beloften. In 2016 verruilde ze de Enschedese ploeg voor PEC Zwolle. Na drie seizoenen in Zwolle te hebben gevoetbald stapte ze over naar Reading FC Women. Daar kwam ze niet aan bod en in januari 2020 werd ze verhuurd aan Brighton & Hove Albion WFC. Nadat haar contract niet werd verlengd na het ene seizoen, keerde ze terug naar Zwolle. Ze ondertekende een contract voor één seizoen bij haar oude club. Na een seizoen in Zwolle tekende ze samen met haar teamgenoot Cheyenne van den Goorbergh een éénjarig contract bij de nieuwe vrouwenploeg van Feyenoord.
Op 24 april 2024 maakte Feyenoord bekend dat Bennink na het seizoen 2023/24 zal vertrekken uit Rotterdam.

### Carrièrestatistieken
| Seizoen                     | Club                     | Land            | Competitie         | Competitie | Competitie | Beker | Beker | Internationaal | Internationaal | Overig | Overig | Totaal | Totaal |
| Seizoen                     | Club                     | Land            | Competitie         | Wed.       | Dlp.       | Wed.  | Dlp.  | Wed.           | Dlp.           | Wed.   | Dlp.   | Wed.   | Dlp.   |
| --------------------------- | ------------------------ | --------------- | ------------------ | ---------- | ---------- | ----- | ----- | -------------- | -------------- | ------ | ------ | ------ | ------ |
| 2015/16                     | FC Twente                | Nederland       | Vrouwen Eredivisie | 2          | 1          | 0     | 0     | –              | –              | –      | –      | 2      | 1      |
| 2016/17                     | FC Twente                | Nederland       | Vrouwen Eredivisie | 2          | 1          | 0     | 0     | –              | –              | –      | –      | 2      | 1      |
| 2016/17                     | PEC Zwolle               | Nederland       | Vrouwen Eredivisie | 26         | 4          | 2     | 0     | –              | –              | –      | –      | 28     | 4      |
| 2017/18                     | PEC Zwolle               | Nederland       | Vrouwen Eredivisie | 24         | 5          | 1     | 0     | –              | –              | –      | –      | 25     | 5      |
| 2018/19                     | PEC Zwolle               | Nederland       | Vrouwen Eredivisie | 24         | 5          | 4     | 2     | –              | –              | –      | –      | 28     | 5      |
| 2019/20                     | Reading FC Women         | Engeland        | Super League       | 0          | 0          | 1     | 0     | –              | –              | 0      | 0      | 1      | 0      |
| 2019/20                     | → Brighton & Hove Albion | Engeland        | Championship       | 0          | 0          | 0     | 0     | –              | –              | 0      | 0      | 0      | 0      |
| 2020/21                     | PEC Zwolle               | Nederland       | Vrouwen Eredivisie | 20         | 1          | 1     | 0     | –              | –              | 5      | 0      | 26     | 1      |
| 2021/22                     | Feyenoord                | Nederland       | Vrouwen Eredivisie | 22         | 6          | 1     | 0     | –              | –              | 0      | 0      | 23     | 6      |
| 2022/23                     | Feyenoord                | Nederland       | Vrouwen Eredivisie | 19         | 5          | 1     | 0     | –              | –              | 0      | 0      | 20     | 5      |
| 2023/24                     | Feyenoord                | Nederland       | Vrouwen Eredivisie | 13         | 0          | 1     | 0     | –              | –              | 0      | 0      | 14     | 0      |
| 2021/22                     | Feyenoord                | België          | Super League       | 0          | 0          | 0     | 0     | 0              | 0              | 0      | 0      | 0      | 0      |
| Carrière totaal             | Carrière totaal          | Carrière totaal | Carrière totaal    | 150        | 28         | 12    | 2     | 0              | 0              | 5      | 0      | 167    | 30     |
| Bijgewerkt tot 16 juli 2024 |                          |                 |                    |            |            |       |       |                |                |        |        |        |        |

## Interlandcarrière

### Nederland onder 23
Op 30 mei 2019 debuteerde Bennink voor Nederland –23 in een oefenwedstrijd tegen Noorwegen –23 (0 – 1).
| Interlands van Maxime Bennink | Interlands van Maxime Bennink | Interlands van Maxime Bennink | Interlands van Maxime Bennink | Interlands van Maxime Bennink | Interlands van Maxime Bennink |
| №                             | Datum                         | Wedstrijd                     | Uitslag                       | Soort Wedstrijd               | Doelpunten                    |
| Als speelster bij PEC Zwolle  | Als speelster bij PEC Zwolle  | Als speelster bij PEC Zwolle  | Als speelster bij PEC Zwolle  | Als speelster bij PEC Zwolle  | Als speelster bij PEC Zwolle  |
| ----------------------------- | ----------------------------- | ----------------------------- | ----------------------------- | ----------------------------- | ----------------------------- |
| 1.                            | 30 mei 2019                   | Noorwegen – Nederland         | 1 – 0                         | Vriendschappelijk             | 0                             |
| 2.                            | 1 juni 2019                   | Engeland – Nederland          | 4 – 1                         | Vriendschappelijk             | 0                             |
| 3.                            | 3 oktober 2019                | Zweden – Nederland            | 2 – 2                         | Vriendschappelijk             | 0                             |
| 4.                            | 5 oktober 2019                | Zweden – Nederland            | 0 – 4                         | Vriendschappelijk             | 0                             |

### Nederland onder 17
Op 27 juli 2013 debuteerde Bennink voor Nederland –17 in een oefenwedstrijd tegen België –17 (3 – 1).
| Interlands van Maxime Bennink  | Interlands van Maxime Bennink  | Interlands van Maxime Bennink  | Interlands van Maxime Bennink  | Interlands van Maxime Bennink  | Interlands van Maxime Bennink  |
| №                              | Datum                          | Wedstrijd                      | Uitslag                        | Soort Wedstrijd                | Doelpunten                     |
| Als speelster bij VA FC Twente | Als speelster bij VA FC Twente | Als speelster bij VA FC Twente | Als speelster bij VA FC Twente | Als speelster bij VA FC Twente | Als speelster bij VA FC Twente |
| ------------------------------ | ------------------------------ | ------------------------------ | ------------------------------ | ------------------------------ | ------------------------------ |
| 1.                             | 27 juli 2013                   | België – Nederland             | 1 – 3                          | Vriendschappelijk              | 0                              |
| 2.                             | 2 augustus 2013                | Nederland – Oekraïne           | 4 – 1                          | Kwalificatie EK 2014           | 0                              |
| 3.                             | 4 augustus 2013                | Nederland – Slowakije          | 4 – 0                          | Kwalificatie EK 2014           | 0                              |
| 4.                             | 11 oktober 2013                | België – Nederland             | 1 – 0                          | Kwalificatie EK 2014           | 0                              |
| 5.                             | 13 oktober 2013                | Duitsland – Nederland          | 0 – 0                          | Kwalificatie EK 2014           | 0                              |
| 6.                             | 16 oktober 2013                | Nederland – Zwitserland        | 3 – 1                          | Kwalificatie EK 2014           | 0                              |
| 7.                             | 23 april 2014                  | Nederland – Zweden             | 1 – 2                          | Vriendschappelijk              | 0                              |
| 8.                             | 25 april 2014                  | Nederland – Zweden             | 1 – 0                          | Vriendschappelijk              | 0                              |

### Nederland onder 16
Op 14 februari 2013 debuteerde Bennink voor Nederland –16 in een vriendschappelijke wedstrijd tegen Oostenrijk –16 (0 – 3).
| Interlands van Maxime Bennink | Interlands van Maxime Bennink | Interlands van Maxime Bennink | Interlands van Maxime Bennink | Interlands van Maxime Bennink | Interlands van Maxime Bennink |
| №                             | Datum                         | Wedstrijd                     | Uitslag                       | Soort Wedstrijd               | Doelpunten                    |
| Als speler bij VA FC Twente   | Als speler bij VA FC Twente   | Als speler bij VA FC Twente   | Als speler bij VA FC Twente   | Als speler bij VA FC Twente   | Als speler bij VA FC Twente   |
| ----------------------------- | ----------------------------- | ----------------------------- | ----------------------------- | ----------------------------- | ----------------------------- |
| 1.                            | 14 februari 2013              | Nederland – Oostenrijk        | 0 – 3                         | Vriendschappelijk             | 0                             |
| 2.                            | 15 februari 2013              | Schotland – Nederland         | 1 – 0                         | Vriendschappelijk             | 0                             |
| 3.                            | 1 juli 2013                   | Finland – Nederland           | 2 – 1                         | Vriendschappelijk             | 0                             |
| 4.                            | 2 juli 2013                   | IJsland – Nederland           | 2 – 2                         | Vriendschappelijk             | 0                             |
| 5.                            | 4 juli 2013                   | Nederland – Duitsland         | 0 – 1                         | Vriendschappelijk             | 0                             |
| 6.                            | 6 juli 2013                   | Nederland – Zweden            | 1 – 2                         | Vriendschappelijk             | 0                             |

### Nederland onder 15
Op 11 april 2012 debuteerde Bennink voor Nederland –15 in een vriendschappelijke wedstrijd tegen Engeland –15 (3 – 0).
| Interlands van Maxime Bennink | Interlands van Maxime Bennink | Interlands van Maxime Bennink | Interlands van Maxime Bennink | Interlands van Maxime Bennink | Interlands van Maxime Bennink |
| №                             | Datum                         | Wedstrijd                     | Uitslag                       | Soort Wedstrijd               | Doelpunten                    |
| Als speler bij VA FC Twente   | Als speler bij VA FC Twente   | Als speler bij VA FC Twente   | Als speler bij VA FC Twente   | Als speler bij VA FC Twente   | Als speler bij VA FC Twente   |
| ----------------------------- | ----------------------------- | ----------------------------- | ----------------------------- | ----------------------------- | ----------------------------- |
| 1.                            | 11 april 2012                 | Nederland – Engeland          | 3 – 0                         | Vriendschappelijk             | 0                             |
| 2.                            | 13 april 2012                 | Nederland – Engeland          | 1 – 0                         | Vriendschappelijk             | 0                             |
| 3.                            | 25 mei 2012                   | België – Nederland            | 1 – 2                         | Vriendschappelijk             | 0                             |
| 4.                            | 2 juni 2012                   | Nederland – België            | 2 – 1                         | Vriendschappelijk             | 0                             |

## Erelijst
FC Twente
| Nationaal  |    |         |
| Eredivisie | 1× | 2015/16 |
| KNVB beker | 1× | 2014/15 |